# Grzegorz I (patriarcha Jerozolimy)
Grzegorz I – prawosławny patriarcha Jerozolimy do 1298 r. Data początku jego urzędowania nie jest znana.